# Wallace (Dakota du Sud)
Pour les articles homonymes, voir Wallace.
Wallace est une municipalité américaine située dans le comté de Codington, dans l'État du Dakota du Sud.
La localité porte le nom du propriétaire des terres sur lesquelles elle fut fondée.
C'est la ville natale du vice-président Hubert Humphrey.

## Démographie
| 1910 | 1920 | 1930 | 1940 | 1950 | 1960 |
| ---- | ---- | ---- | ---- | ---- | ---- |
| 207  | 235  | 189  | 193  | 188  | 132  |

| 1970 | 1980 | 1990 | 2000 | 2010 | - |
| ---- | ---- | ---- | ---- | ---- | - |
| 95   | 90   | 83   | 86   | 85   | - |

Selon le recensement de 2010, Wallace compte 85 habitants. La municipalité s'étend sur 0,13 milles carrés (0,34 km2).